# Žmogus-kankorėžis
Žmogus-kankorėžis, česky lze přeložit jako Člověk-šiška nebo Muž-šiška, je bronzová plastika v parku Santaka ve čtvrti Senamiestis (Staré město) krajského města Kaunas v Litvě.

## Popis díla
Žmogus-kankorėžis je netradiční dílo, které je ztvárněním šišky borovice stojící na lidských dolních končetinách, které mají na sobě boty. Představuje muže v kostýmu šišky. Autorem díla, které vzniklo v roce 2018, je akademický sochař Litevec Lukas Šiupšinskas. Plastika nepostrádá litevský humor a představuje litevského superhrdinu - „skutečnou“ celebritu Kaunasu, který je výtvorem litevské lásky k přírodě a který šel na procházku do parku. Tento kaunaský superhrdina byl šiškou a stal se mužem anebo byl mužem a stal se šiškou. Smyslem díla je také ukázat blízkost Litevců k přírodě a motivotat člověka k návštěvě parku a pobytu na čerstvém vzduchu.

## Další informace
Plastika, která je celoročně volně přístupná, se nachází u asfaltové cesty u borovic a dětského hřiště a leží mezi soutokem řek Nemunas a Neris a hradem Kaunas. V Kaunasu se vyskytuje více humorných děl autora.

## Galerie

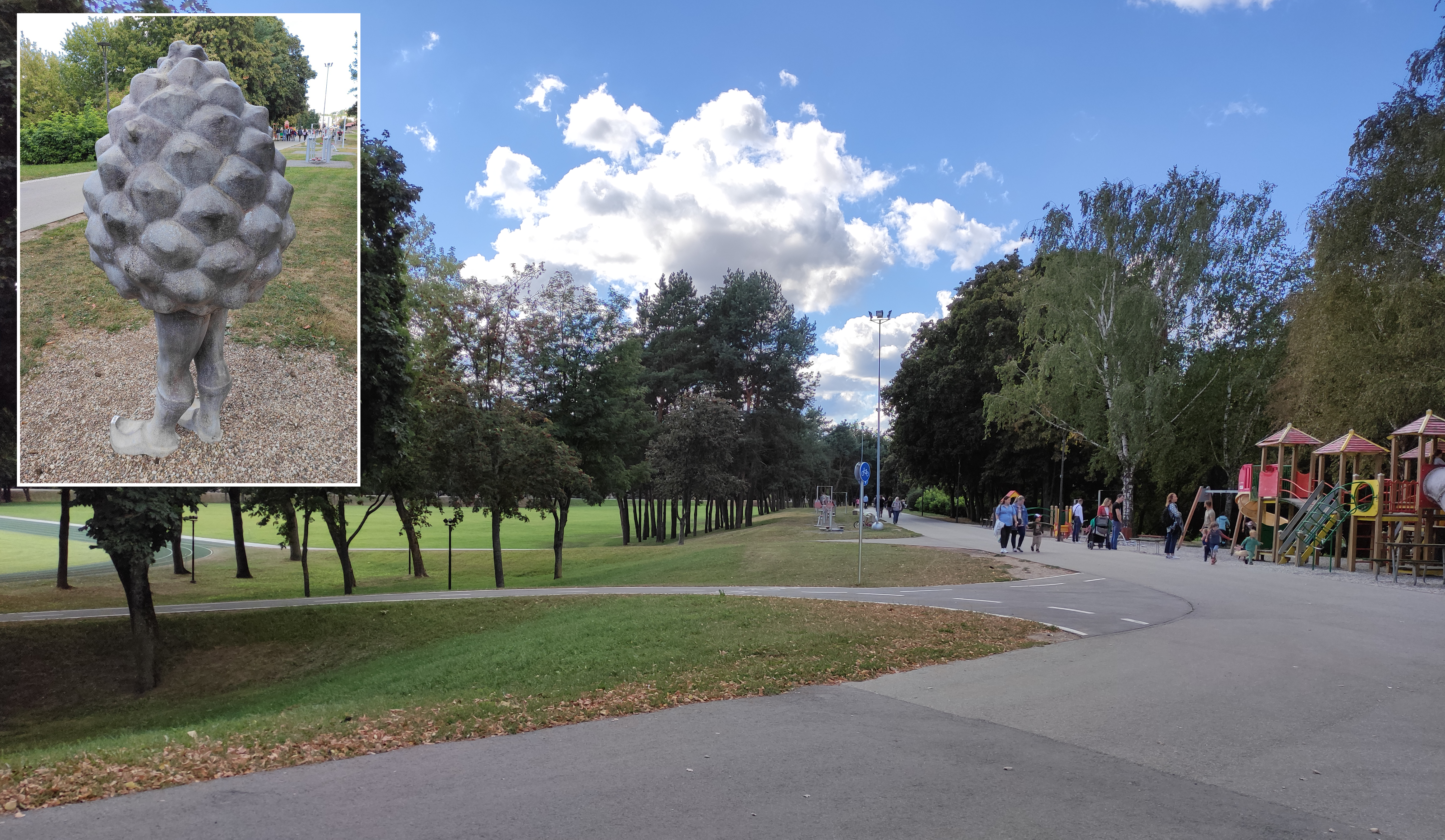